# Under the Shade of Violets
Albums de Orange Blossom
Everything Must Change
(2005)
Under the Shade of Violets est le troisième album du groupe français de musique electro-musique du monde Orange Blossom. Il est paru le 29 septembre 2014 sur le label indépendant Washi Washa.

## Historique de l'album
Ce troisième album paraît près de dix ans après le précédent opus Everything Must Change — dont il est d'une certaine manière une continuité — et marque à nouveau un changement de la chanteuse principale, Leïla Bounous étant remplacée en 2010 par la chanteuse égyptienne Hend Ahmed, membre de l'Académie de musique égyptienne au Caire,. C'est également Hend Ahmed qui, à la demande de Carlos Robles Arenas, écrit les paroles des chansons en arabe. Après de nombreux voyages au Maghreb et au Proche-Orient,, l'album est enregistré notamment à Aman en Jordanie pour les chants traditionnels et en France pour la partie acoustique tenue par l'Orchestre du Conservatoire de Cholet,.
Après la publication sur l'internet de quelques titres durant l'été 2014, Under the Shade of Violets parait le 29 septembre 2014 et est suivi d'une tournée en France avec notamment un concert donné lors d'une session radiophonique « Live à FIP » le 16 octobre 2014.

## Titres de l'album
1. Ommaty – 5 min 39 s
2. Lost – 4 min 20 s
3. Ya Sîdî – 5 min 49 s
4. Pitcha – 4 min 47 s
5. Jerusalem – 3 min 55 s
6. Maria – 5 min 24 s
7. Good Bye Kô – 5 min 21 s
8. Mexico – 5 min 42 s
9. The Nubian – 4 min 22 s
10. Black Box – 3 min 47 s
11. Pink Man – 5 min 39 s
12. Aqua – 4 min 02 s

## Réception critique et ventes
Bien accueilli par la presse généraliste,,, notant tout particulièrement l'apport de Hend Ahmed à « la voix ample et chaude », l'album reçoit également une bonne appréciation de la presse spécialisée, Télérama situant le travail « entre classicisme oriental et trip-hop puissant [...] mélange[a]nt lyrisme capiteux et basses explosives » pour lui accorder la note de ƒƒƒ.
Dans les classements des ventes en France, Under the Shade of Violets se classe durant cinq semaines dans le top 250 et atteint le 84e rang.

## Musiciens
- Hend Ahmed Hassan : chant

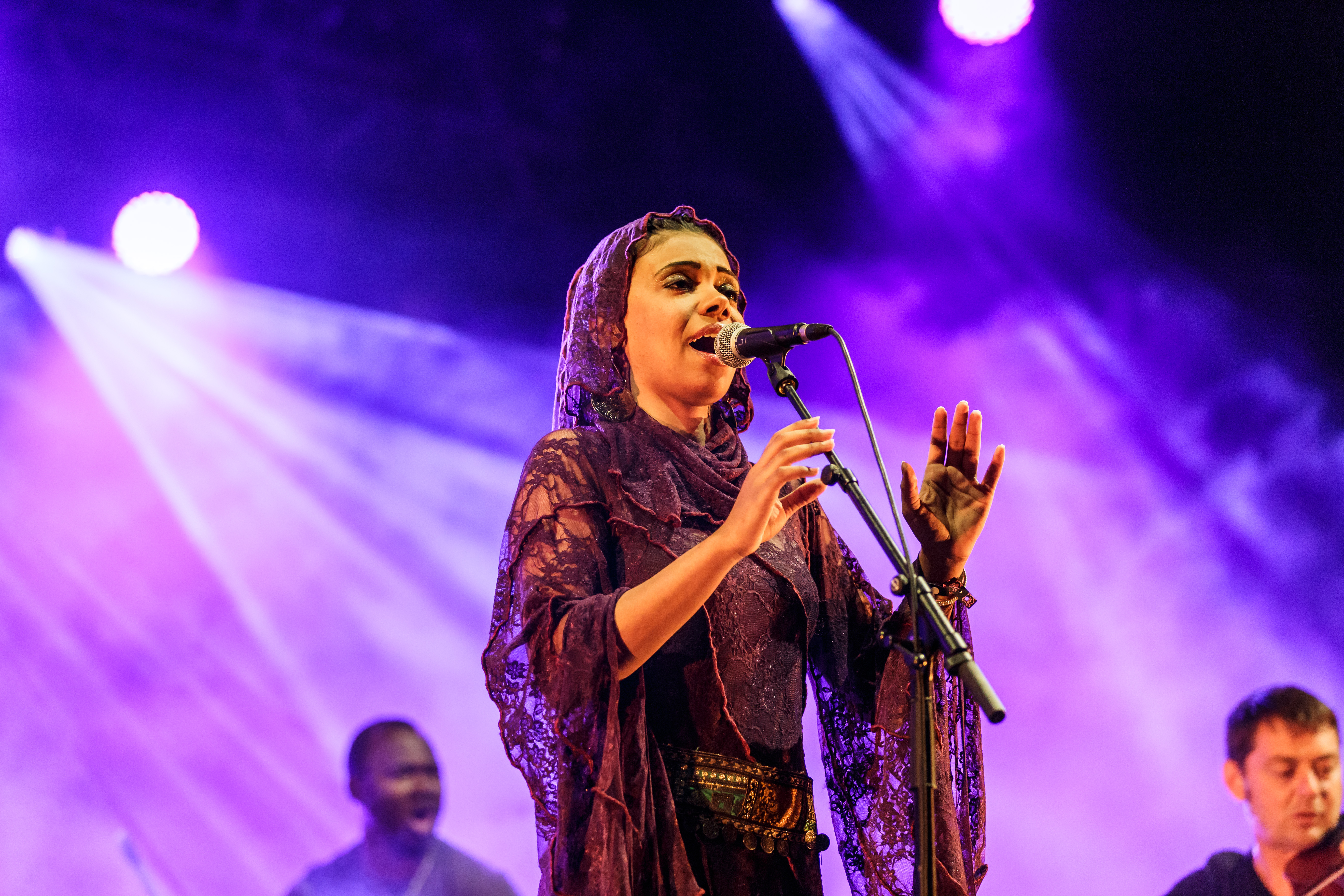
Hend Ahmed Hassan et Orange Blossom lors de la tournée pour l'album en 2016.

- Carlos Robles Arenas : batterie, machines
- PJ Chabot : violon
- Rasim Biyikli : claviers
- Fatoma Dembele : percussions
- TBA : basse
- Marie-Annie Vitard : chant sur 7
- Nathalie Bernardini : chant sur 8
- Evelyne Mambo : chant sur 11, 12
- Jonathan Audureau: piano sur 11
- Gurvan Liard : vielle à roue sur 2, 5, 6